# ロン・ギドリー
ロナルド・エイムズ・ギドリー（Ronald Ames Guidry, 1950年8月28日 - ）は、MLBの元選手。ポジションは投手。アメリカ合衆国ルイジアナ州ラファイエット出身。ニックネームは「Louisiana Lightning」,「Gator」。

## 現役時代
1971年のMLBドラフトでニューヨーク・ヤンキースから3巡目に指名を受け入団。1975年はAAA級で6勝5敗14セーブ・防御率2.90を記録してメジャーに昇格し、7月27日のボストン・レッドソックス戦でメジャーデビュー。1976年は開幕をマイナーで迎えたが、好成績を残して昇格。しかし初登板で滅多打ちに遭いすぐに降格。マイナーでは5勝1敗9セーブ・防御率0.68を記録し、8月に再昇格するが目立った成績は残せなかった。チームは地区優勝し、カンザスシティ・ロイヤルズとのリーグチャンピオンシップシリーズではロースター入りを果たす。登板機会はなかったが第4戦で代走として出場した。この間にチームメイトでクローザーのスパーキー・ライルのスライダーに注目し、これを習得する。1977年のスプリングトレーニング中、オーナーのジョージ・スタインブレナーの意向でトレード要員になるが、ゲイブ・ポールGMが「大成する可能性がある」と言って制止する。開幕当初はリリーフでの起用だったが、5月中旬から先発ローテーション入りし、6月16日のロイヤルズ戦でメジャー初完封。後半戦で8連勝を含む10勝を挙げ、16勝7敗・防御率2.82を記録し、チームの地区連覇に貢献。前年に続きロイヤルズとの対戦となったリーグチャンピオンシップシリーズでは第2戦に先発し、2失点完投勝利。最終第5戦では3回途中で降板するが、チームは9回に逆転して勝利しリーグ連覇を果たす。ロサンゼルス・ドジャースとのワールドシリーズでは第4戦に先発し2失点完投勝利。チームは4勝2敗で15年ぶりのワールドチャンピオンに輝いた。
1978年は初の開幕投手を務め、6月17日のカリフォルニア・エンゼルス戦で左腕投手としてのメジャー記録となる18奪三振。開幕から13連勝を記録し、オールスターゲームに初めて選出される。チームは一時レッドソックスに最大14ゲーム差を付けられるが9月に逆転。シーズン最終戦で同率で並ばれるが、ワンゲームプレーオフで先発して7回途中2失点で勝利投手となるなど25勝3敗・防御率1.74・248奪三振、いずれもリーグトップの勝率.893・9完封・WHIP0.95の好成績で最優秀防御率・最多勝の二冠を獲得し、地区3連覇に大きく貢献する。3年連続でロイヤルズとの対戦となったリーグチャンピオンシップシリーズでは第4戦に先発し、8回1失点の好投で勝利投手となり、リーグ3連覇を果たす。ドジャースとのワールドシリーズでは連敗後の第3戦に先発し、7四球を与えたものの1失点完投勝利。チームはその後3連勝でシリーズ連覇を達成した。オフにサイ・ヤング賞を満票で受賞し、MVPの投票でもジム・ライスに次ぐ2位に入った。1979年は6月に故障者リスト入りするなど前半戦は6勝に留まるが、後半戦で11連勝を含む12勝を挙げるなど18勝8敗・防御率2.78・201奪三振を記録し、2年連続の最優秀防御率を獲得した。1980年は4月は勝敗なしだったが5月に5連勝。17勝を挙げてチームの2年ぶりの地区優勝に貢献。4度目の対戦となったロイヤルズとのリーグチャンピオンシップシリーズでは第1戦に先発したが3回4失点で敗戦投手となり、チームも3連敗で敗退した。1981年は50日間に及ぶストライキでシーズンが中断・短縮されて前後期制の変則日程となる。ストライキ明けから6連勝するなど後半戦で防御率1.74を記録し、11勝5敗・防御率2.76の成績でチームは前期優勝。ミルウォーキー・ブルワーズとのディビジョンシリーズでは第1戦と第5戦に先発したが、共に5回を投げ切れない不本意な内容。リーグチャンピオンシップシリーズでは登板機会はなかったが、チームは3年ぶりのリーグ優勝。ドジャースとのワールドシリーズでは第1戦に先発し7回1失点で勝利投手。第5戦では6回まで無失点も7回にペドロ・ゲレーロ、スティーブ・イェーガーに連続本塁打を浴びて逆転を許し敗戦投手。チームは2勝4敗で敗退した。オフにフリーエージェントとなるが再契約。
1982年は3年ぶりのオールスターゲームに選出され、14勝8敗・防御率3.81を記録して初のゴールドグラブ賞を受賞し、以後4年連続で受賞する。1983年は後半戦だけで14完投を記録するなど21勝9敗・防御率3.42、リーグ最多の21完投の成績。1984年8月7日のシカゴ・ホワイトソックス戦で9回に3者連続で3球三振を記録し、リーグ史上8人目、メジャー史上20人目の快挙を達成。しかしその後故障で1ヶ月離脱し、10勝11敗・防御率4.51と初の負け越し。1985年は4月は1勝3敗だったが、5月から12連勝。22勝6敗・防御率3.27を記録し、2度目の最多勝を獲得。サイ・ヤング賞の投票ではブレット・セイバーヘイゲンに次ぐ2位。1986年3月4日にウィリー・ランドルフと共に副キャプテンに就任。しかし同年腕を痛め、途中7連敗を喫するなど9勝12敗に留まる。オフに再びフリーエージェントとなり、1987年5月1日に再契約。終盤故障で離脱するなど22試合の登板で5勝に終わる。1988年は僅か2勝に終わり、フリーエージェントとなってマイナー契約を結ぶが、1989年はマイナーでも結果を残せず、7月12日に現役引退を表明した。通算170勝は球団史上4位、1778奪三振はホワイティ・フォードに次ぐ2位。通算勝率も引退当時はフォードに次ぐ史上2位であった。
投手としての球種はスライダー。『guide　to　pitchers』(米書　より)

## 引退後

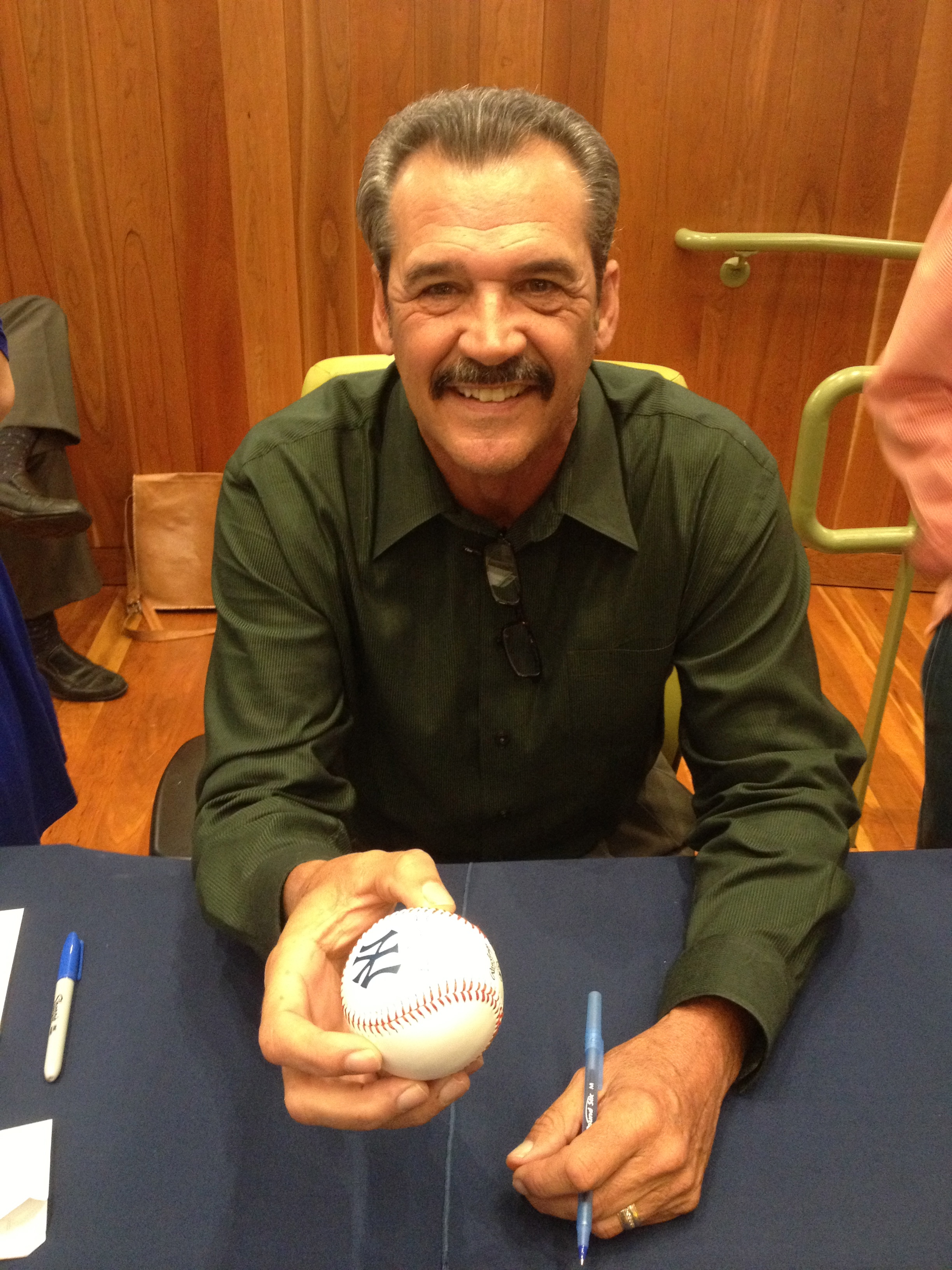
サイン会にて
（2013年5月12日）

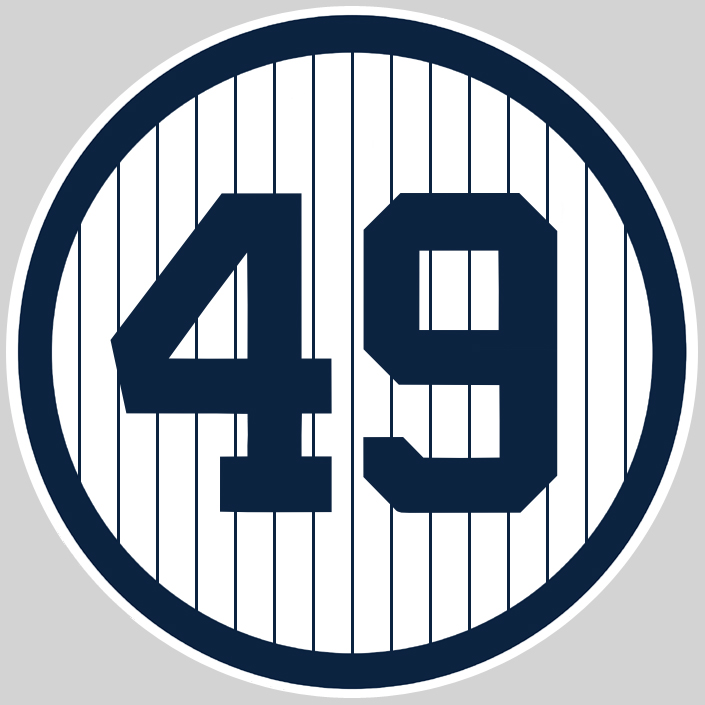
ギドリーの背番号「49」。
ニューヨーク･ヤンキースの永久欠番に2003年指定。

引退後はヤンキース傘下のマイナーで投手コーチなどを歴任。2003年8月23日に自身の背番号『49』が球団史上16番目の永久欠番に指定された。ヤンキー・スタジアムのモニュメント・パークにレリーフが設置され、そこには「圧倒的な投手で、信頼の厚いリーダー」「真のヤンキースの一員」という文字が刻まれている。式典にはモニュメント・パークに自身のレリーフが設置されるほか、当時存命していた永久欠番選手のフィル・リズート、ヨギ・ベラ、フォード、レジー・ジャクソン、ドン・マッティングリーの5名が出席した。投手ではフォード以来2人目の欠番である。2006年にメル・ストットルマイヤーの後任として、2007年までヤンキースの投手コーチに就任した。現在はヤンキースのスペシャルアドバイザーとして、スプリング・トレーニングで後進の指導を行っている。

## 逸話
- ヤンキースの後輩にあたるアンディ・ペティットは、同じルイジアナ州出身の彼に憧れて野球を始めた。

## 詳細情報

### 年度別投手成績
| 年 度     | 球 団     | 登 板 | 先 発 | 完 投 | 完 封 | 無 四 球 | 勝 利 | 敗 戦 | セ 丨 ブ | ホ 丨 ル ド | 勝 率 | 打 者 | 投 球 回 | 被 安 打 | 被 本 塁 打 | 与 四 球 | 敬 遠 | 与 死 球 | 奪 三 振 | 暴 投 | ボ 丨 ク | 失 点 | 自 責 点 | 防 御 率 | W H I P |
| --------- | --------- | ----- | ----- | ----- | ----- | -------- | ----- | ----- | -------- | ----------- | ----- | ----- | -------- | -------- | ----------- | -------- | ----- | -------- | -------- | ----- | -------- | ----- | -------- | -------- | ------- |
| 1975      | NYY       | 10    | 1     | 0     | 0     | 0        | 0     | 1     | 0        | --          | .000  | 69    | 15.2     | 15       | 0           | 9        | 0     | 1        | 15       | 1     | 0        | 6     | 6        | 3.45     | 1.53    |
| 1976      | NYY       | 7     | 0     | 0     | 0     | 0        | 0     | 0     | 0        | --          | ----  | 72    | 16.0     | 20       | 1           | 4        | 0     | 0        | 12       | 0     | 0        | 12    | 10       | 5.62     | 1.50    |
| 1977      | NYY       | 31    | 25    | 9     | 5     | 3        | 16    | 7     | 1        | --          | .696  | 850   | 210.2    | 174      | 12          | 65       | 2     | 0        | 176      | 6     | 0        | 72    | 66       | 2.82     | 1.13    |
| 1978      | NYY       | 35    | 35    | 16    | 9     | 3        | 25    | 3     | 0        | --          | .893  | 1057  | 273.2    | 187      | 13          | 72       | 1     | 1        | 248      | 7     | 1        | 61    | 53       | 1.74     | 0.95    |
| 1979      | NYY       | 33    | 30    | 15    | 2     | 1        | 18    | 8     | 2        | --          | .692  | 946   | 236.1    | 203      | 20          | 71       | 0     | 0        | 201      | 9     | 0        | 83    | 73       | 2.78     | 1.16    |
| 1980      | NYY       | 37    | 29    | 5     | 3     | 0        | 17    | 10    | 1        | --          | .630  | 929   | 219.2    | 215      | 19          | 80       | 1     | 1        | 166      | 5     | 0        | 97    | 87       | 3.56     | 1.34    |
| 1981      | NYY       | 23    | 21    | 0     | 0     | 0        | 11    | 5     | 0        | --          | .688  | 497   | 127.0    | 100      | 12          | 26       | 0     | 1        | 104      | 6     | 0        | 41    | 39       | 2.76     | 0.99    |
| 1982      | NYY       | 34    | 33    | 6     | 1     | 1        | 14    | 8     | 0        | --          | .636  | 935   | 222.0    | 216      | 22          | 69       | 3     | 1        | 162      | 6     | 1        | 104   | 94       | 3.81     | 1.28    |
| 1983      | NYY       | 31    | 31    | 21    | 3     | 3        | 21    | 9     | 0        | --          | .700  | 1024  | 250.1    | 232      | 26          | 60       | 3     | 2        | 156      | 4     | 2        | 99    | 95       | 3.42     | 1.17    |
| 1984      | NYY       | 29    | 28    | 5     | 1     | 3        | 10    | 11    | 0        | --          | .476  | 841   | 195.2    | 223      | 24          | 44       | 3     | 2        | 127      | 1     | 0        | 102   | 98       | 4.51     | 1.36    |
| 1985      | NYY       | 34    | 33    | 11    | 2     | 0        | 22    | 6     | 0        | --          | .786  | 1033  | 259.0    | 243      | 28          | 42       | 3     | 0        | 143      | 3     | 1        | 104   | 94       | 3.27     | 1.10    |
| 1986      | NYY       | 30    | 30    | 5     | 0     | 0        | 9     | 12    | 0        | --          | .429  | 809   | 192.1    | 202      | 28          | 38       | 2     | 1        | 140      | 3     | 0        | 94    | 85       | 3.98     | 1.25    |
| 1987      | NYY       | 22    | 17    | 2     | 0     | 0        | 5     | 8     | 0        | --          | .385  | 493   | 117.2    | 111      | 14          | 38       | 3     | 1        | 96       | 3     | 1        | 50    | 48       | 3.67     | 1.27    |
| 1988      | NYY       | 12    | 10    | 0     | 0     | 0        | 2     | 3     | 0        | --          | .400  | 239   | 56.0     | 57       | 7           | 15       | 3     | 2        | 32       | 2     | 2        | 28    | 26       | 4.18     | 1.29    |
| MLB：14年 | MLB：14年 | 368   | 323   | 95    | 26    | 14       | 170   | 91    | 4        | --          | .651  | 9794  | 2392.0   | 2198     | 226         | 633      | 24    | 13       | 1778     | 56    | 8        | 953   | 874      | 3.29     | 1.18    |

- 各年度の太字はリーグ最高
- 「-」は記録なし

### タイトル
- 最多勝利 2回：1978年, 1985年
- 最優秀防御率 2回：1978年, 1979年

### 表彰・記録
- サイ・ヤング賞 1回：1978年
- ゴールドグラブ賞 5回：1982年 - 1986年
- MLBオールスターゲーム選出 4回：1978年, 1979年, 1982年, 1983年
- ロベルト・クレメンテ賞 1回：1984年
- シーズン9完封：1978年　※ベーブ・ルースと並ぶア・リーグ左投手最多タイ記録